# Avicii Arena
Avicii Arena (dříve Ericsson Globe), ve švédštině uváděno jen krátce jako Globen (do roku 2009 Stockholm Globe Arena či Globenarena), je multifunkční aréna v hlavním městě Švédska, ve Stockholmu. Aréna byla otevřena v roce 1989 a s objemem haly 605 000 m³ a byla až do výstavby Las Vegas Sphere největší stavbou půlkulového tvaru na světě. Má průměr 110 metrů a vnitřní výšku 85 metrů. Globen Arena disponuje 13 850 místy k sezení na hokej a 16 000 místy při koncertech a výstavách. Globen Arena stojí uprostřed čtvrti Globen City, která byla vybudována jako součást výstavby arény. Tato čtvrť je největším modelem sluneční soustavy na světě, kde postavení Slunce symbolizuje Globen Arena. Na vrchol jezdí dvě skleněné kabiny lanovky, objekt slouží celoročně jako rozhledna. V květnu 2021 byla aréna přejmenována podle švédského hudebníka Aviciiho na Avicii Arena.

## Využití

### Sport
Primárně je využívána k lednímu hokeji, využívají ji kluby AIK Ishockey, Djurgårdens IF a Hammarby IF. Aréna je domácím stadionem Tre Kronor, švédské hokejové reprezentace.
Dne 4. října a 5. října 2008 se zde uskutečnil začátek nového ročníku NHL utkáním mezi mužstvy Ottawa Senators a Pittsburgh Penguins, každoročně se tam pořádá finále SUPERLIGY ve florbale. V letech 1989 a 1995 se v aréně konala Mistrovství světa v ledním hokeji.
Globen Arena byla dějištěm Mistrovství světa v ledním hokeji 2012 a Mistrovství světa v ledním hokeji 2013. Na MS v hokeji v roce 2012 se zde odehrály zápasy jedné základní skupiny a polovina čtvrtfinálových bojů. V roce 2013 se zde hrály jak zápasy jedné skupiny a poloviny čtvrtfinálových zápasů tak i zápasy semifinále a finále. Zajímavostí je také červená barva sedadel.
Na přelomu ledna a února 2015 aréna hostila 107. ročník mistrovství Evropy v krasobruslení.
V roce 2016 se zde konal 61. ročník každoroční mezinárodní hudební soutěže Eurovision Song Contest, kterou moderovali Måns Zelmerlow a Petra Mede.
V roce 2019 se odehrával v této multifunkční aréně hokejový reprezentační turnaj Beijer Hockey Games – švédské hokejové hry.
V roce 2021 se zde konal esportový turnaj ve hře Counter-Strike: Global Offensive PGL Major Stockholm 2021.
Probíhalo zde Mistrovství světa v ledním hokeji 2025, které se konalo v období 9. května až 25. května 2025 ve Švédsku a v Dánsku, hala hostila skupinu A.

### Kultura
V aréně jsou pořádány velké koncerty. Proběhly zde např. Eurovision Song Contest 2016 i Eurovision Song Contest 2000 a Melodifestivalen. V roce 2000 tu proběhlo udílení cen MTV Europe Music Awards. V červnu 2006 zde koncertovala skupina Guns N' Roses a dne 7. května 2018 zde vystoupila Metallica.

## Galerie

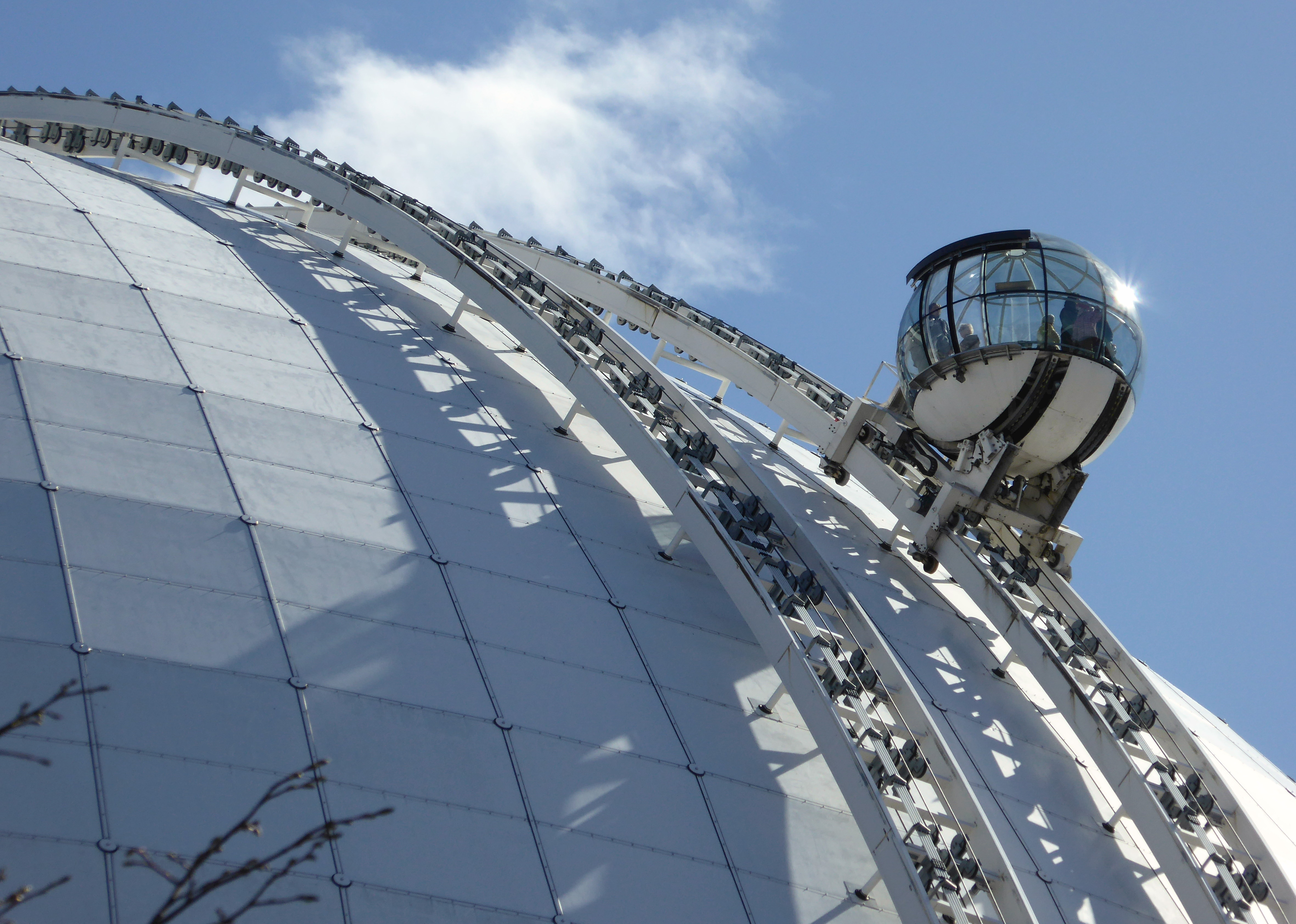
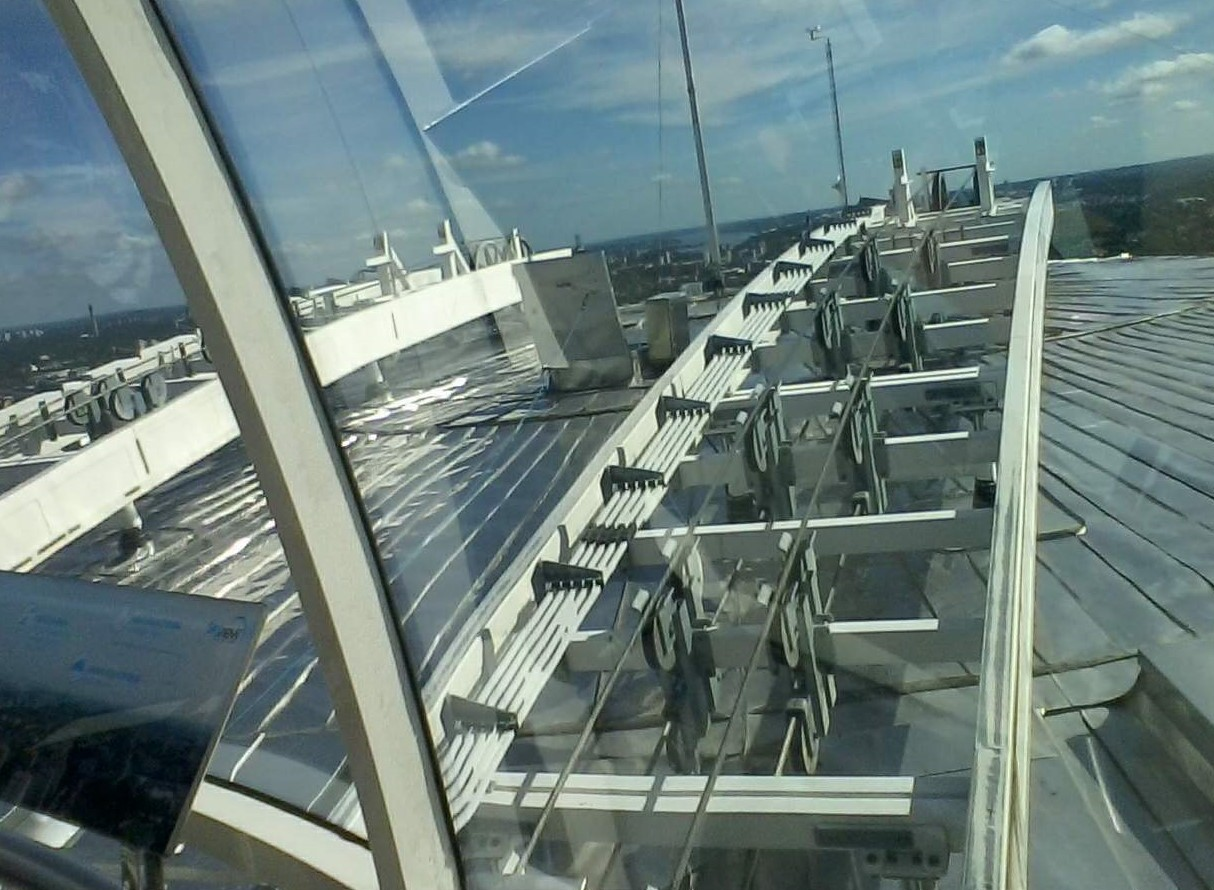
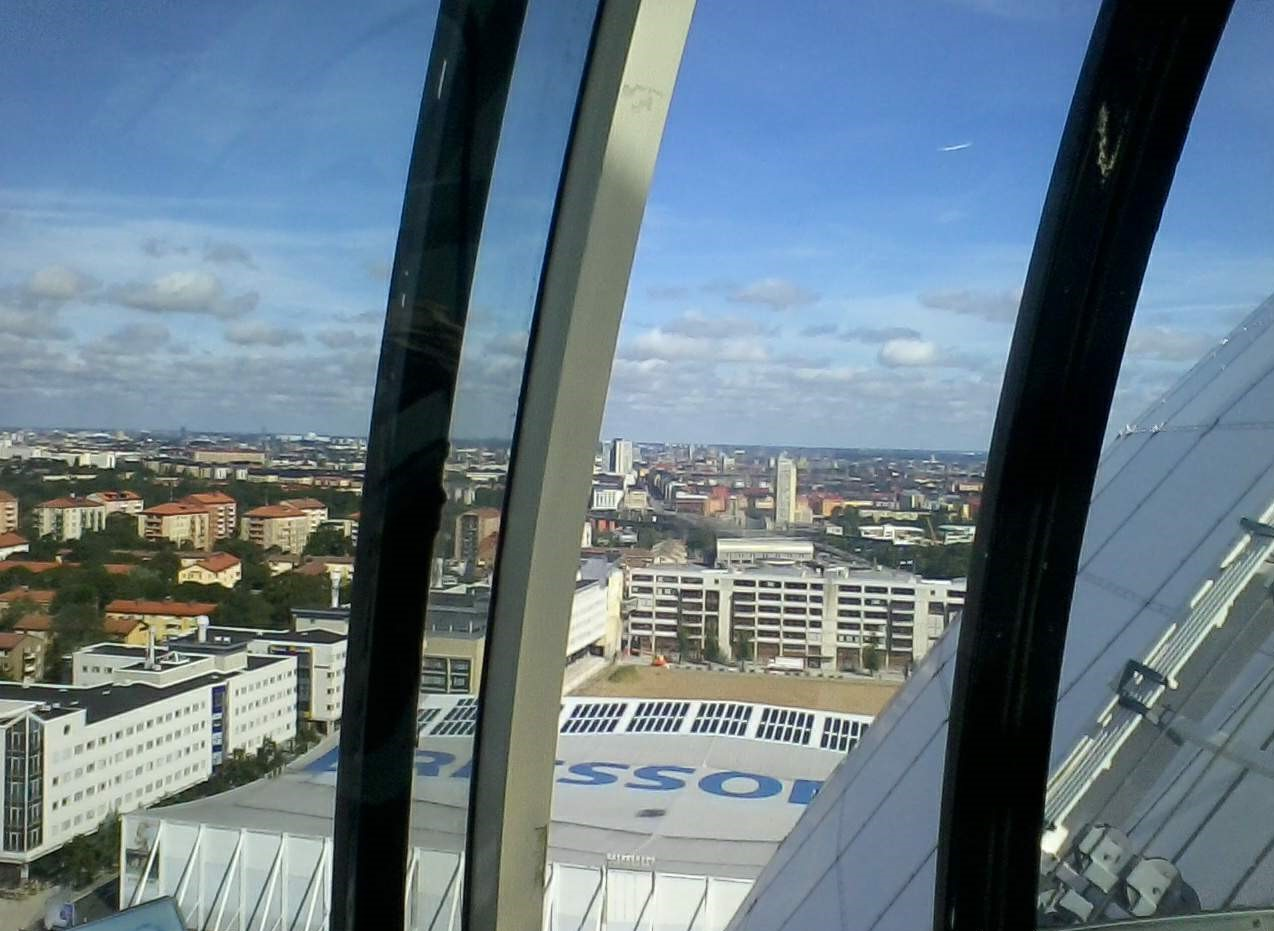
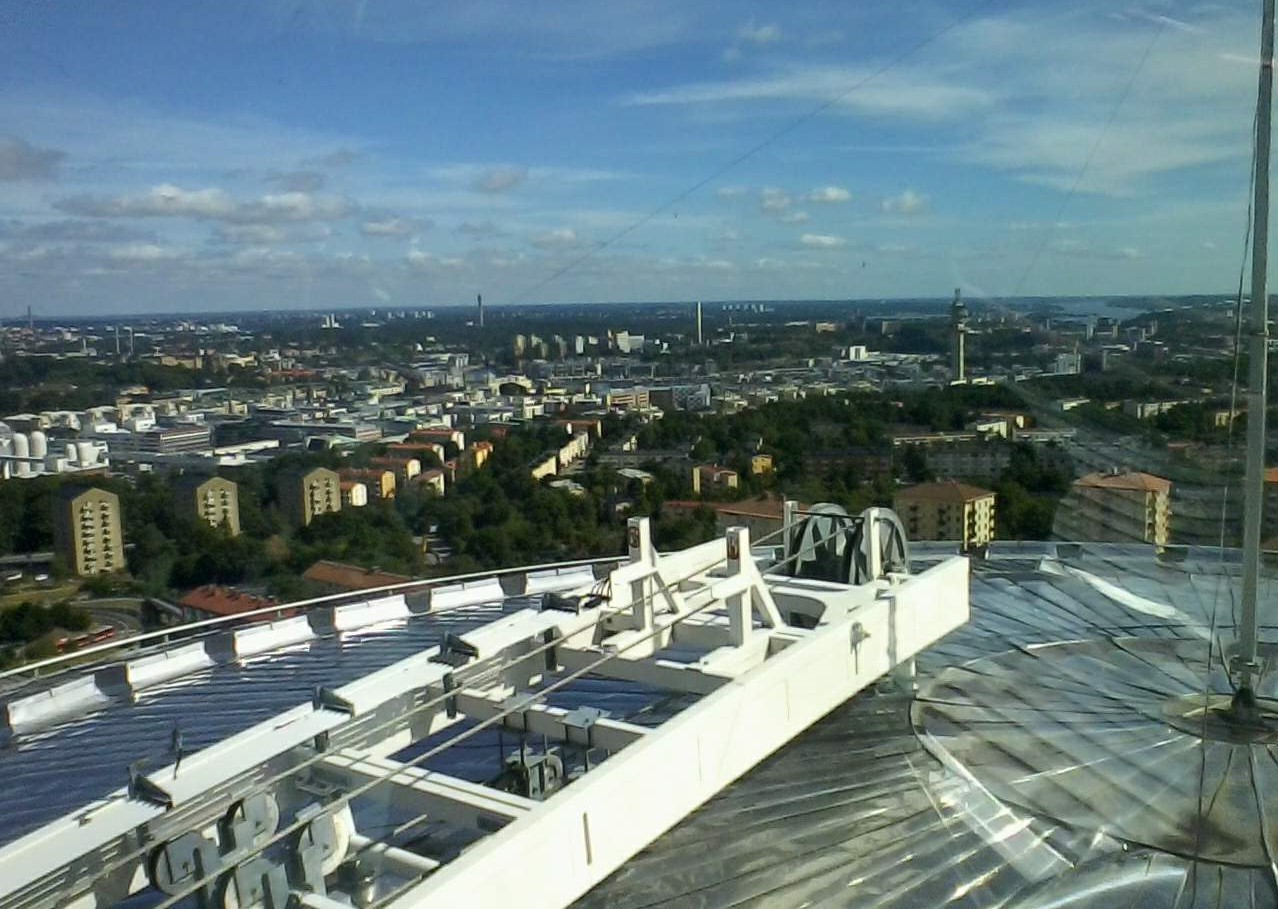
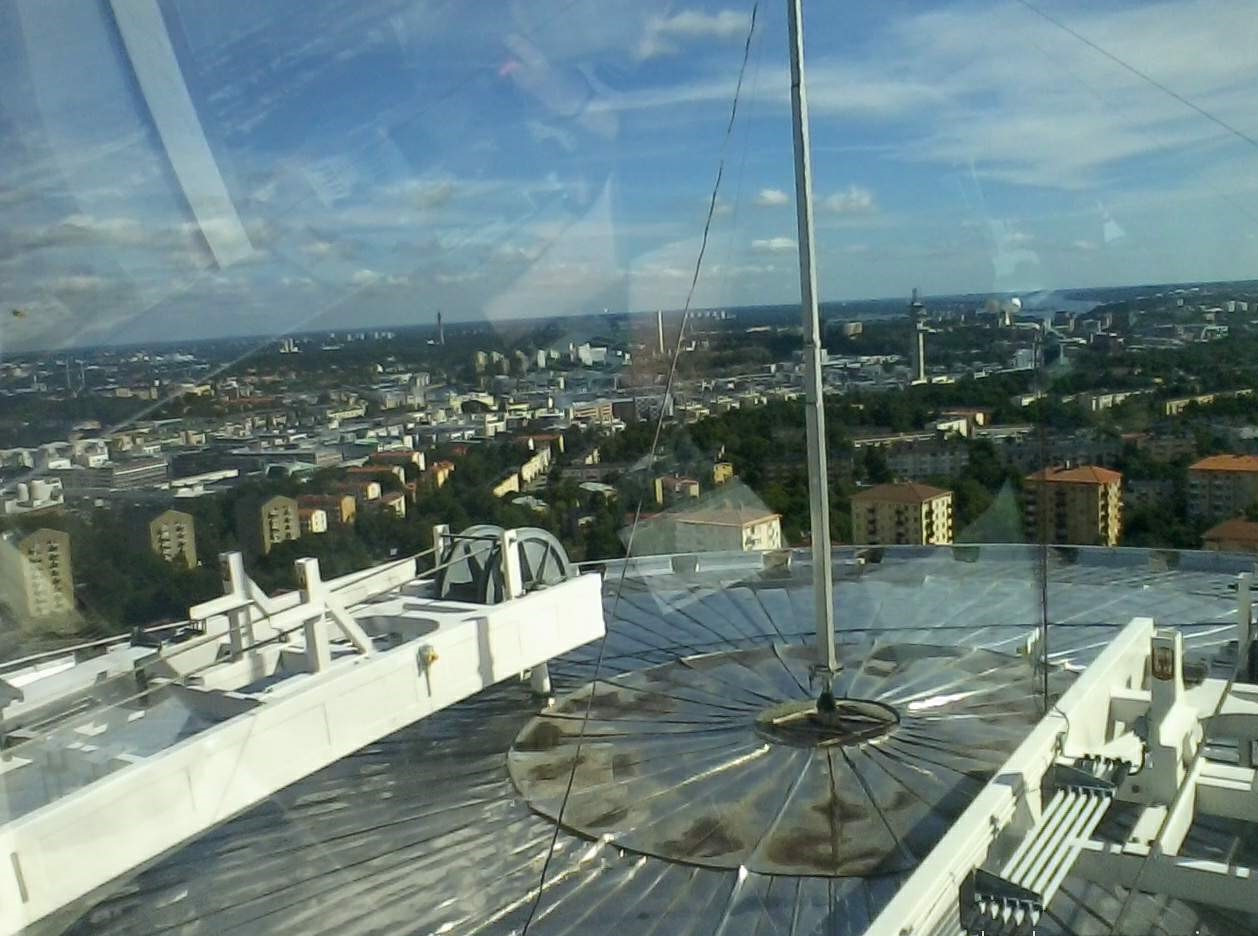